# Hangman's House
Hangman's House (Brasil: Justiça do Amor ) é um filme mudo norte-americano de 1928, do gênero drama, dirigido por John Ford e estrelado por Victor McLaglen e June Collyer.

## A produção
Durante muito tempo, esta apreciada e suntuosa produção de Ford ambientada na Irlanda, foi dada como perdida até uma cópia ser encontrada e restaurada.
O filme é notável por mostrar, pela primeira vez, uma aparição de John Wayne em um filme de Ford. Ele interpreta, sem receber créditos, um espectador durante uma corrida de cavalos, tão entusiasmado que chega a derrubar a cerca. Diz-se que ele pode ser visto, também, como um prisioneiro condenado, numa cena de flashback.

## Sinopse
Às portas da morte, o Juiz O'Brien insiste no casamento de sua filha Connaught com o rico folgazão Darcy. Connaught, no entanto, detesta Darcy e prefere o pobre e honesto Dermot McDermot. Enquanto isso, o expatriado Hogan retorna à Irlanda, com a intenção de liquidar quem causou o suicídio de sua irmã—Darcy.

## Elenco
| Ator/Atriz      | Personagem        |
| --------------- | ----------------- |
| Victor McLaglen | Hogan             |
| June Collyer    | Connaught O'Brien |
| Earle Foxe      | John Darcy        |
| Larry Kent      | Dermot McDermot   |
| Hobart Bosworth | Juiz O'Brien      |